# Darwin Barreto
Darwin Barreto, vollständiger Name Darwin Fabián Barreto, (* 9. Mai 1981 in Montevideo) ist ein uruguayischer Fußballspieler.

## Karriere

### Verein
Der 1,69 Meter große Offensivakteur Barreto entstammt der Jugendabteilung von Peñarol Montevideo. Er stand 2001 in Reihen des in Las Piedras beheimateten Vereins Juventud. Er gehörte mindestens in der Apertura 2003 dem Kader des uruguayischen Erstligisten Bella Vista an. Bei den Montevideanern bestritt er in jener Spielzeit sieben Partien in der Primera División und erzielte zwei Treffer. 2004 ist eine Station bei Deportivo Colonia verzeichnet. Dort schoss er drei Tore bei 14 Erstligaeinsätzen. Von 2005 bis 2008 war er Spieler von Real Arroyo Seco. In der Saison 2008/09 schoss er 13 Tore für Guillermo Brown, andere Quellen berichten von 14 erzielten Treffern. Im Oktober 2009 wechselte er innerhalb Argentiniens zu Club Atlético Central Córdoba in Santiago del Estero. Dort spielte er bis Mitte 2013 und erzielte in diesem Zeitraum 48 Ligatreffer, davon 15 bei 30 Einsätzen in der Spielzeit 2012/13. Sodann schloss er sich Guaraní Antonio Franco an. Für den Klub aus Posadas lief er 2013/14 19-mal im Torneo Argentino A auf und traf einmal ins gegnerische Tor. Mitte 2014 stand zunächst ein Engagement bei Unión Santiago im Raum, er kehrte jedoch schließlich zu Central Córdoba zurück. In der Saison 2014/15 wurde er dort elfmal (drei Tore) im Torneo Argentino A und einmal (kein Tor) in der Copa Argentina eingesetzt. Weitere Einsätze oder Kaderzugehörigkeiten sind nach Ablauf der Spielzeit bislang (Stand: 23. September 2016) nicht verzeichnet.

### Nationalmannschaft
Barreto gehörte 2001 der uruguayischen U-20-Auswahl an, die an der U-20-Südamerikameisterschaft 2001 in Ecuador teilnahm. Dort kam er mindestens bei der 0:1-Niederlage im Gruppenspiel gegen Kolumbien zum Einsatz.